# Хауард-Лейк (город, Миннесота)
Хауард-Лейк (англ. Howard Lake) — город в округе Райт, штат Миннесота, США. На площади 4,1 км² (3,4 км² — суша, 0,7 км² — вода), согласно переписи 2002 года, проживают 1853 человека. Плотность населения составляет 542,6 чел./км².
- Телефонный код города — 320
- Почтовый индекс — 55349, 55575
- FIPS-код города — 27-30284[1]
- GNIS-идентификатор — 0645261[2]